# The French Laundry
The French Laundry (срп. Француска перионица) је ресторан француске и калифорнијске кухиње са три Мишелин звездице, који се налази у Јаунтвилу, Калифорнија, у долини Напа. Кувар-шеф и власник Француске перионице је Томас Келер. Зграда ресторана датира из 1900. године и додата је у Национални регистар историјских места 1978. 

## Историја
Зграду је као бар изградио 1900-их година шкотски каменорезац за Пјера Гијома.
Током 1920-их, зграда је била у власништву Џона Ландеа који ју је користио као француску перионицу веша, од чега потиче и име ресторана. 
Године 1978. Дон Шмит, градоначелник Јаунтвила, реновирао је зграду у ресторан. Он и његова супруга Сали Шмит поседовали су "Француску перионицу веша" већи део 1980-их и раних 1990-их.
1994. Келер је купио ресторан. 
Келер је 1999. објавио The French Laundry Cookbook, који сматра својом коначном књигом о кухињи. Те године је освојио три награде Међународног удружења кулинарских професионалаца за кувар године, награду Џулија Чајлд "Први кувар", и награду за дизајн.
У ресторану је 2004. године инсталиран систем геотермалног грејања и климатизације.
У јулу 2014. ресторан у долини Напа прославио је 20. годишњицу шесточасовном гозбом за пријатеље, локално становништво и специјалне госте и привремено је био затворен због реновирања пре краја године.
У децембру 2014, док је био привремено затворен због реновирања, вински подрум је опљачкан са штетом у вредности од 500.000 долара. Већина вина је накнадно повраћена. 
Дана 7. априла 2015. ресторан је поново отворен након рушења више зграда на локацији. Током реновирања, особље је радило из привремене кухиње.
Током пандемије Ковида 19, ресторан је отваран и затваран неколико пута. Тренутно су отворени са ограниченим бројем места, у складу са ограничењима пандемије. У новембру 2020, гувернер Гавин Њусом присуствовао је приватној забави у ресторану. Њусом је фотографисан без социјалног дистанцирања и без маске, упркос томе што је позивао Калифорнијце да се физички дистанцирају, да не путују и да носе маску у затвореном и на отвореном све време. Њусом је као резултат тога добио широке критике, а веровало се да је овај инцидент широко заслужан за нагли пораст подршке у петицији за његов опозив.

## Јеловник
"Француска перионица" сваког дана служи два различита дегустациона менија од девет низова, један Дегустациони мени кувара и други Дегустација поврћа, који је вегетаријански. Током  сезоне зимских празника, Дана захвалности, Ноћи вештица и других празника, ресторан нуди специјална јела. Оба менија коштају 355 долара по особи, укључујући напојницу за основни оброк, иако не укључују додатке као што су кавијар и тартуфи. 
Храна је углавном француска са савременим америчким утицајима, што је довело до таквих јединствених специјалитета као што су корнети од димљеног лососа  који су инспирисани путовањем у Баскин-Робинс.

## Особље
Многобројни познати кувари радили су у кухињи "Француске перионице" Грант Акац, Ерик Зиболд, Кореј Ли, Џонатан Бено, Рене Реџепи, Рон Сегел. Претходни шеф кухиње Тимоти Холингсворт победио у полуфиналу такмичења Bocuse d'Or USA,  представљао је САД у међународном финалу у јануару 2009. и заузео шесто место.

## Друге локације
У фебруару 2004. Томас Келер је на источној обали отворио верзију свог ресторана у Јаунтвилу, који је назвао Пер Се. Кухиње оба ресторана су повезане путем видео записа у реалном времену на телевизијском екрану.
Томас Келер је отворио привремени ресторан у Силверадо Ресорт & Спа током реновирања "Француске перионице". Ресторан, који служи америчке класике, зове се Ад Либ. Ово није први привремени ресторан који је Келер водио, а раније се појавио у Мандарин Оријентал хотелу у Хонгконгу и у Харод'су у Лондону.

## Награде и признања
Од 2006. године награђен је са три звездице у Мишелин водичу за Сан Франциско. Добио је позитивну рецензију у The New York Times-у  а Ентони Бурден га је назвао „најбољим рестораном на свету“ 2005. године.
Од 2007. године ресторан је добитник Велике награде Wine Spectator.